# Juan Carlos Darias
Juan Carlos Darias (20 de junio de 1961 - 17 de enero de 2015) fue un diseñador y profesor venezolano, además de investigador de la historia del diseño gráfico en Venezuela. En 1996 fue el fundador y director del Instituto de Diseño Darias en Caracas y desde 2004 era coordinador de la Bienal Letras Latinas.

## Biografía
Juan Carlos Darias Corpas, nacido en Caracas el 20 de junio de 1961, inició su carrera profesional como director y diseñador de la revista Clips, y posteriormente como director de arte de la revista Popder Joven, miembro de la Galería de la AVAP y director académico desde 1989 en diferentes institutos de diseño.  
Darias fue uno de los principales promotores de la Asociación Venezolana de Diseño y el responsable del diseño de varios catálogos, folletos y revistas. Fue instructor en el área de extensión de la Universidad Simón Bolívar. Desde el 2004 fue coordinador por Venezuela de la Bienal Tipos Latinos y fue parte del jurado de la misma en 2006, 2008 y 2012.  
Fue director y fundador de la Galería Venezolana de Diseño desde 2005 hasta su muerte y asesor del Museo de la Estampa y del Diseño Carlos Cruz-Diez en Caracas.
Falleció  en Caracas a los 53 años a causa de un infarto de corazón.

## Sobre Gavedi
Gavedi es uno de los proyectos a los cuales Juan Carlos Darias puso mucha atención y energía.
El objetivo detrás de su fundación, en 2003, es contribuir con el reconocimiento del acervo del diseño en Venezuela.
La Galería Venezolana de Diseño (Gavedi) se dedica al diseño gráfico en todas sus expresiones y a cada uno de los elementos que la sirven.
Darias no dudaba en calificar este espacio como un oasis cultural de la urbanización Bello Monte (Caracas).

Él llegó a expresar la razón de la fundación de este espacio de la siguiente manera: 
…“decidí fundar este espacio como una ventana abierta al diseño gráfico venezolano, su historia, y el diseño en general, aunque el motivo principal de la galería es servir de centro para la investigación y difusión del diseño gráfico”.
El motivo detrás de la fundación de Gavedi, pues, está en el deseo de Darias de mostrar el toque venezolano que tiene el diseño en Venezuela.
De hecho, llegó a contar que en los eventos internacionales a los que había asistido, “la gente queda absolutamente maravillada” con la obra de los diseñadores nacionales. “Se llevan una sorpresa con lo que nosotros hacemos”.

Ya en 2010, Darias expresaba que 
“Lo que hay aquí es tan potente en función de diversidad, vinculación con el arte, colorido, variedad formal, que siempre de una manera u otra ha determinado nuestro diseño”.
También es importante destacar la visión que tenía Darias sobre el diseño venezolano. En relación con eso, se expresaba de esta forma:
Para diseñar en Venezuela, “había que hacer las cosas de la nada, había que construirlo, y tenías que nutrirte con lo que había, y eso era el país”·
Además, afirmó que el diseño venezolano “ha estado relacionado con la cultura, la atmósfera, la luminosidad, la historia y hasta la economía de la nación”.
Sin duda, Juan Carlos Darias fue un embajador del diseño venezolano en el mundo.